# Pinoyscincus
Pinoyscincus — рід сцинкоподібних ящірок родини сцинкових (Scincidae). Представники цього роду є ендеміками Філіппін.

## Види
Рід Pinoyscincus нараховує 5 видів:
- Pinoyscincus abdictus (W.C. Brown & Alcala, 1980)
- Pinoyscincus coxi (Taylor, 1915)
- Pinoyscincus jagori (W. Peters, 1864)
- Pinoyscincus llanosi (Taylor, 1919)
- Pinoyscincus mindanensis (Taylor, 1915)

## Етимологія
Наукова назва роду Pinoyscincus походить від сполучення слів таг. pinoy — філіппінець, філіппінці і лат. scincus — ящірка, сцинк.